# Heidi Hautala
Heidi Hautala (ur. 14 listopada 1955 w Oulu) – fińska polityk, była przewodnicząca Ligi Zielonych, posłanka do Parlamentu Europejskiego, od 2011 do 2013 minister rozwoju.

## Życiorys
Ukończyła w 1988 studia magisterskie z zakresu rolnictwa i leśnictwa na Uniwersytecie Helsińskim.
Była radną miasta Helsinki w latach 1985–1994, posłanką do Eduskunty w latach 1991–1995 i 2003–2009, posłanką do Parlamentu Europejskiego w latach 1995–2003. Do Europarlamentu została ponownie wybrana w wyborach w 2009. W VII kadencji została przewodniczącą Podkomisji Praw Człowieka.
Pełniła funkcję przewodniczącej Ligi Zielonych w latach 1987–1991, dwukrotnie reprezentowała to ugrupowanie w wyborach na urząd prezydenta Finlandii (w 2000 i 2006).
W 1997 Rada Unii Europejskiej odmówiła jej dostępu do raportu o eksporcie broni, argumentując, że zawiera on informacje, których ujawnienie zaszkodziłoby stosunkom UE  z innymi krajami. Heidi Hautala pozwała Radę UE do Europejskiego Trybunału Sprawiedliwości. 19 lipca 1999 ETS unieważnił zaskarżoną decyzję, stwierdzając, że Rada UE powinna była rozważyć możliwość częściowego udostępnienia dokumentów. Rada UE wniosła apelację od tej decyzji. 6 grudnia 2001 trybunał podtrzymał orzeczenie pierwszej instancji, stwierdzając, że Rada UE ma obowiązek wspierać możliwie najszerszy publiczny dostęp do swoich dokumentów.
W 2007 Heidi Hautala stanęła na czele Fińsko-Rosyjskiego Forum Obywatelskiego, organizacji działającej na rzecz praw człowieka w Rosji. Jako jedna z niewielu fińskich polityków otwarcie krytykowała politykę Władimira Putina.
22 czerwca 2011 objęła urząd ministra rozwoju w rządzie Jyrkiego Katainena, w konsekwencji odchodząc z Europarlamentu. Sprawowała go do 17 grudnia 2013. W 2014 i 2019 ponownie wybierana na eurodeputowaną.